# بيل باريتا
بيل باريتا (بالإنجليزية: Bill Barretta)‏ (و. 1964  م) هو مؤدي أصوات، ومحرك عرائس، وكاتب سيناريو، ومنتج أفلام أمريكي.

## وصلات خارجية
- بيل باريتا على موقع IMDb (الإنجليزية)
- بيل باريتا على موقع ألو سيني (الفرنسية)
- بيل باريتا على موقع ميوزك برينز (الإنجليزية)
- بيل باريتا على موقع أول موفي (الإنجليزية)
- بيل باريتا على موقع قاعدة بيانات الفيلم (الإنجليزية)

- بيل باريتا في قاعدة بيانات الأفلام على الإنترنت